# Summer of 4 Ft. 2
25 серія 7 сезону мультсеріалу "Сімпсони"
В даній серії сім'ї Сімпсонів випала нагода поїхати на літні канікули в інше місце у будинок Фландерсів. Неду запропонували стати присяжним у суді і він не зумів відмовити, тому запропонував своїм сусідам дім для літніх канікул. 
У новому місті Ліса вирішили кардинально змінити свій стиль щоб знайти друзів, оскільки після закінчення навчального року ніхто з учнів Спрінгфільдської начальної школи не підписалися в її шкільному альбомі.
Лісі вдалося познайомитися з підлітками, та подружитися. Це викликало заздрість з боку Барта, через що він вирішив зіпсувати Лісі дружбу з підлітками, та показив їм її шкільний альбом, але нічого не вийшло. Друзі Ліси не змінили свого ставлення до неї, та наостанок розписалися в її шкільному альбомі залишивши свої побажання.
| Мультфільми | Це незавершена стаття про анімаційний фільм. Ви можете допомогти проєкту, виправивши або дописавши її. |